# Coton de Tuléar
Le coton de Tuléar est une race de chien à poil long.

## Origines

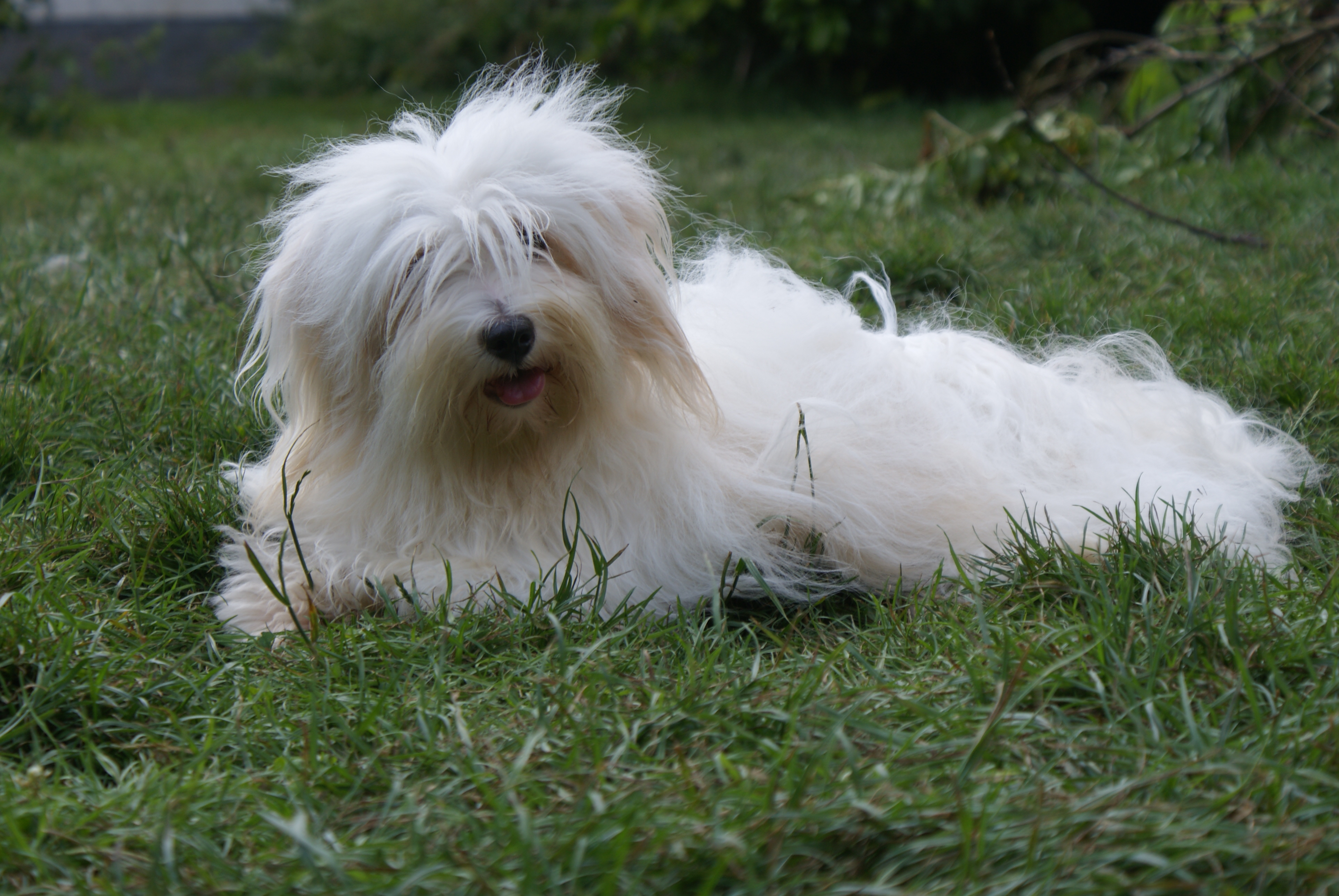
Coton de Tuléar couché dans l'herbe.

Les ancêtres du coton sont peut-être des bichons apportés à Madagascar par des colons ou des pirates au XVIe ou XVIIe siècle, et qui se seraient croisés avec des chiens locaux (au XVIe siècle, le port de Tuléar (Toliara) était le point de départ de nombreux échanges commerciaux avec l'Europe). Pour autant, il ressemble au bichon. Le bichon le plus proche est notamment le bichon frisé. La reconnaissance de la race eut lieu en 1970. Désormais il n'existe plus beaucoup de cotons à Madagascar, à la suite de l'énorme trafic des années 1980 (un bébé acheté 500 FRF sur l'île se revendait jusqu'à 5 000 FRF en France et 100 000 CHF en Suisse). La France est dépositaire du standard de la race,, et possède la plupart (90 %) des plus beaux spécimens mondiaux, influant majoritairement sur son économie et ses droits d'exportation animalier dans le monde entier, en particulier en Thaïlande et aux Pays-Bas.

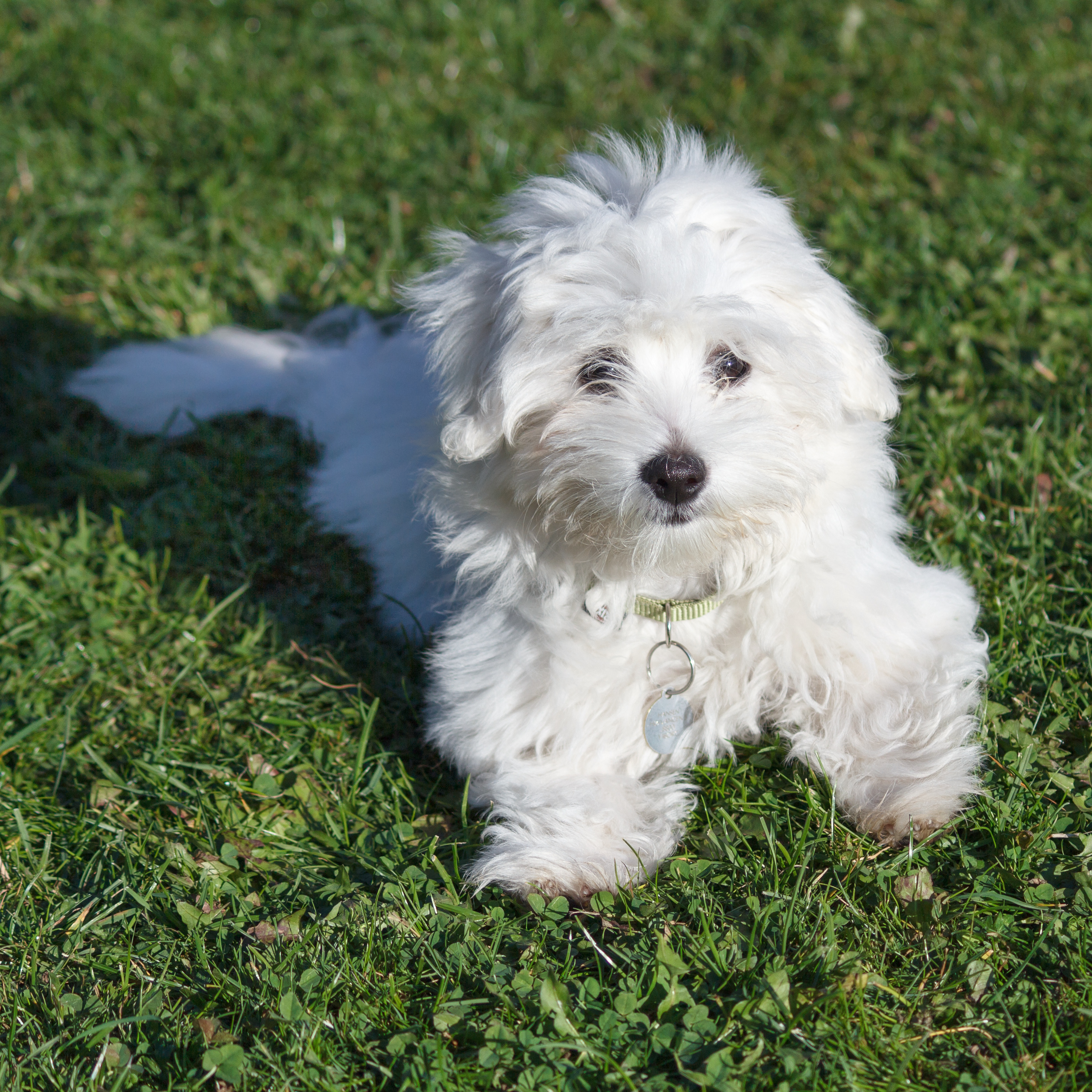

## Standard du Coton de Tuléar
Le Standard d'un chien, ou Standard F.C.I., correspond à la description de ce chien selon un modèle quasiment « parfait ». Chaque race de chien dispose d'un standard numéroté, celui du Coton de Tuléar étant le no 283. Ce standard est déterminé par la Société centrale canine.